# 克里日 (克列梅涅茨區)
50°9′20″N 25°28′24″E / 50.15556°N 25.47333°E
克里日（烏克蘭語：Крижі），是烏克蘭的村落，位於該國西部捷爾諾波爾州，由克列梅涅茨區負責管轄，面積4.39平方公里，2014年人口613，人口密度每平方公里148.5人。